# پوند سودان جنوبی
پوند سودان جنوبی (به انگلیسی: South Sudanese pound) یکای پول رایج در کشور سودان جنوبی است. هر پوند به صد پیاستر بخش می‌شود. مسئولیت کنترل این یکای پول بر عهدهٔ بانک سودان جنوبی قرار دارد.

## تاریخچه

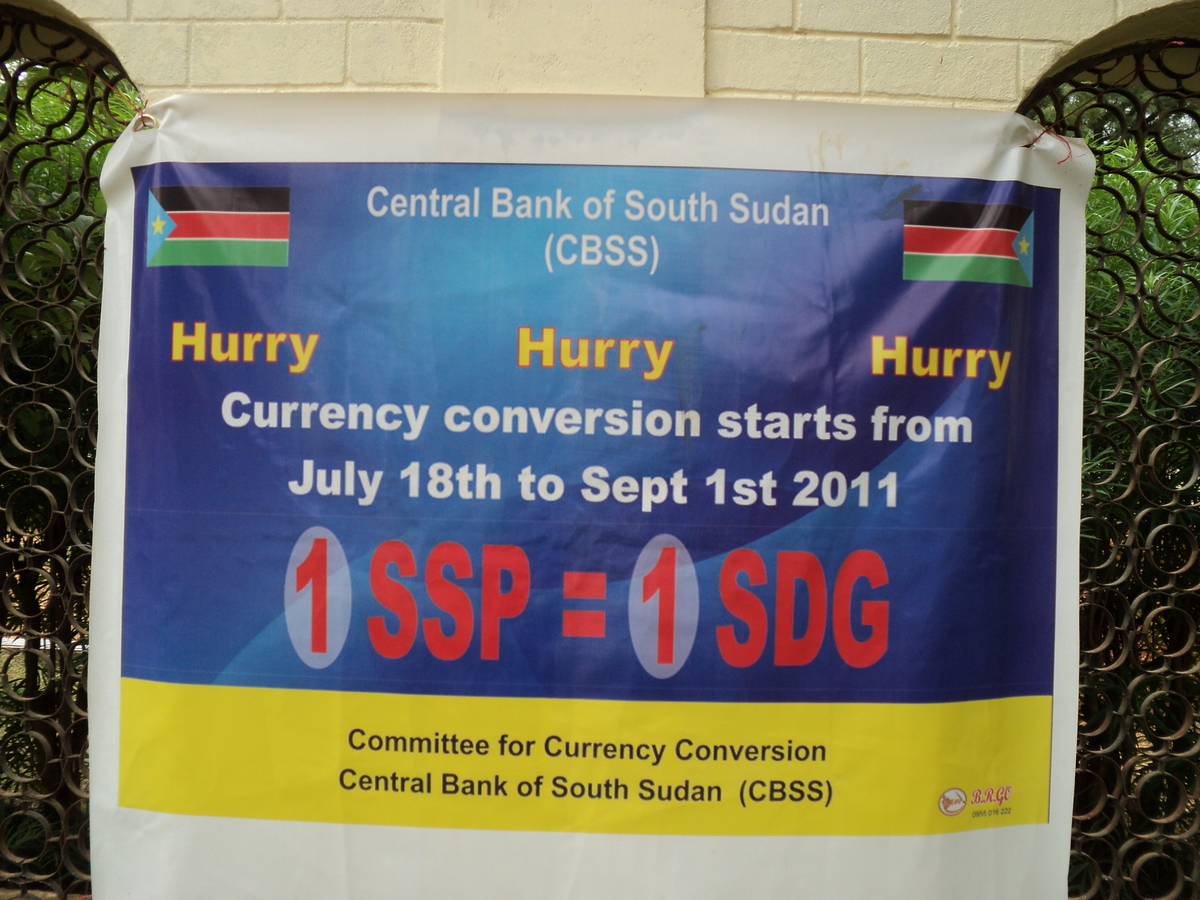
بنری در جوبا تغییر یکای پول از پوند سودان (SDG) به پوند سودان جنوبی (SSP) را اعلام می‌کند.

پوند سودان در تاریخ ۱۸ ژوئیه ۲۰۱۱، پوند سودان را با نرخ برابر جایگزین کرد. در ۱ سپتامبر ۲۰۱۱ پول قانونی برشمرده شد.
در ۸ اکتبر ۲۰۲۰، در پی تغییرهای پیاپی و افسارگسیخته نرخ پوند سودان جنوبی با دلار آمریکا، مسئولان سودان جنوبی اعلام کردند یکای پول کشور را تغییر خواهند داد.

## اسکناس‌ها
| نگاره                      | نگاره | بها        | شرح        | شرح                      | شرح                                                       |
| رو                         | پشت   | بها        | رو         | پشت                      | ته‌نقش                                                     |
| -------------------------- | ----- | ---------- | ---------- | ------------------------ | --------------------------------------------------------- |
|                            |       | ۵ پیاستر   | جان گارانگ | شترمرغ                   | چند ردیف پرچم سودان جنوبی و جان گارانگ در سمت راست اسکناس |
|                            |       | ۱۰ پیاستر  | جان گارانگ | کودو                     | چند ردیف پرچم سودان جنوبی و جان گارانگ در سمت راست اسکناس |
|                            |       | ۲۵ پیاستر  | جان گارانگ | رود نیل                  | چند ردیف پرچم سودان جنوبی و جان گارانگ در سمت راست اسکناس |
| 2011_South_Sudan_one_pound |       | ۱ پوند     | جان گارانگ | زرافه                    | بها، جان گارانگ                                           |
|                            |       | ۵ پوند     | جان گارانگ | گاو                      | بها، جان گارانگ                                           |
|                            |       | ۱۰ پوند    | جان گارانگ | گاومیش، آناناس           | بها، جان گارانگ                                           |
|                            |       | ۲۰ پوند    | جان گارانگ | تیزشاخ، شاخ‌دراز، چاه نفت | بها، جان گارانگ                                           |
|                            |       | ۵۰ پوند    | جان گارانگ | فیل                      | بها، جان گارانگ                                           |
|                            |       | ۱۰۰ پوند   | جان گارانگ | شیر، آبشار               | بها، جان گارانگ                                           |
|                            |       | ۵۰۰ پوند   | جان گارانگ | رود نیل                  | بها، جان گارانگ                                           |
|                            |       | ۱,۰۰۰ پوند | جان گارانگ | شترمرغ                   | بها، جان گارانگ                                           |